# Alessio Galante
Pas d'image ? Cliquez ici

a Compétitions nationales et continentales officielles uniquement.

b Matchs officiels uniquement.
Dernière mise à jour le 10 février 2011.
Alessio Galante, né le 24 octobre 1983 à Varèse, est un joueur de rugby à XV italien. Il joue en équipe d'Italie et évolue au poste d'ailier au sein de l'effectif du SKG Gran Parme.

## Carrière

### En club
- 2003-2009 : SKG Gran Parme
- 2009-2010 : Cavalieri Prato
- depuis 2010 : SKG Gran Parme

### En équipe nationale
Il a honoré sa première cape internationale en équipe d'Italie le 2 juin 2007 contre l'équipe d'Uruguay.

## Palmarès
- 2 sélections en équipe d'Italie en 2007